# Maybe (Sick Puppies)
Maybe is een nummer van de Amerikaanse rockband Sick Puppies uit 2011. Het is de derde single van hun derde studioalbum Tri-Polar.
Volgens bandlid Emma Anzai gaat het nummer over "de moed om hoe dan ook een verandering door te maken in je leven". Het nummer bereikte een bescheiden 56e positie in de Amerikaanse Billboard Hot 100. Nederland was het enige Europese land waar het nummer een hit(je) werd; het bereikte de 24e positie in de Nederlandse Top 40.